# 祁却才仁

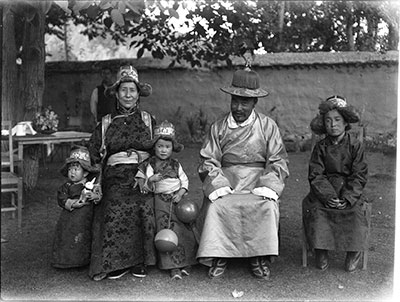
第十四世達賴喇嘛家庭照

祁却才仁（藏語：ཆོས་སྐྱོང་ཚེ་རིང་，威利转写：chos skyong tshe ring，1899年—1947年2月21日）藏族，青海省平安县寺台乡红崖庄人。十四世达赖喇嘛之父。

## 生平
祁却才仁成年后，娶德吉才仁为妻，以农耕和放牧为生，并因善于医治马疾而闻名家乡。1937年，其第四子拉木登珠被选为十四世达赖喇嘛的转世灵童，1939年祁却才仁携家随转世灵童入西藏。1940年，拉木登珠在拉萨布达拉宫坐床，祁却才仁随之获得贵族地位，并被噶厦赐予大量土地和奴仆。
祁却才仁在政治上主张亲汉，同情前摄政第五世热振活佛，遭到摄政达扎的忌恨。1947年，在拉萨“隐秘”逝世。